# 寡头风毛菊
寡头风毛菊（学名：Saussurea popovii）是菊科风毛菊属的植物，是中国的特有植物。分布在中国大陆的新疆等地，生长于海拔600米至800米的地区，目前尚未由人工引种栽培。